# 마츠다이라 켄
마츠다이라 켄(松平健, 1953년 11월 28일 ~ )은 일본 아이치현 도요하시시 출신의 가수, 배우이다. 본명은 스즈키 스에시치(鈴木 末七)이며 마쓰켄(マツケン) 켄사마(ケン様)같은 애칭이 있다. 이름인 스에시치는 7남매 가운데 막내여서 붙여졌는데 한국어로는 칠남(七男)이와 같은 이름이다. 치렁치렁한 금빛 기모노를 입고 에도 시대 촌마게(일본식 상투)복장으로 나와 부르는 〈마쓰켄 삼바〉로 유명한 중견가수이다. 스시 장인이었던 일도 있다.

## 출연

### 드라마
- 대하드라마 (NHK)
  - 화신（1977년）토키야마 나오하치 역
  - 불놀이（1979년）호조 요시토키 역
  - 고개의 군상（1982년）이시노 시치로지（가공인물）역
  - 겐로쿠 요란（1999년）우에스기가(家) 가로.　이로베 마타시로(이로베 야스나가) 역
  - 토시이에와 마츠~카가 백만석 이야기~（2002년）시바타 카츠이에 역
  - 요시츠네（2005년）- 무사시보 벤케이 역
  - 여자 성주 나오토라（2017년）- 다케다 신겐 역
  - 가마쿠라도노의 13인（2022년）- 타이라노 키요모리 역
- 망나니 장군 시리즈 (1978년) - 도쿠가와 요시무네(망나니 장군) 역
- 37세에 의사가 된 나 (2012년)

1. ↑  “松平健の母　～将軍は耐えしん坊～”. 《グレートマザー物語》. テレビ朝日. 2014년 11월 11일에 원본 문서에서 보존된 문서. 2017년 6월 21일에 확인함.